# Лобко, Валерий Дмитриевич
Валерий Дмитриевич Лобко (укр. Валерій  Дмитрович  Лобко, бел. Валерый  Дзмітрыевіч  Лабко); (12 июля 1951 года, г. Рава-Русская, Львовская область, Украина — 7 октября 2008 года, Вильнюс, Литва) — фотограф, критик, бывший председатель Союза фотохудожников Белоруссии, автор оригинальных методов и технологий в области бескамерной фотографии.
Прах Валерия Дмитриевича развеян на холме в Ужуписе.
Валерий провел своё детство в военном городке Рава-Русская на границе с Польшей.
Мать, Лобко Вера Павловна, отец Лобко Дмитрий Иванович, сестра Светлана Ивановна, брат Лобко Анатолий Дмитриевич. Дочери, Ирина (Лобко Войцеховски) и Вера Лобко. Внуки Мартин, Матей, Марта.

## Деятельность
Член Союза дизайнеров (Белоруссия, Минск), сотрудник Центра «Творческие мастерские», Председатель Правления первого Союза фотохудожников Белоруссии, куратор выставочных проектов, автор ряда технологий в области проявления и печати (частично опубликованы в двух больших главах большого энциклопедического справочника: «Фотография» (Минск, БелЭн, 1992). Опытом и работами Лобко В. Д. повлиял на творческую судьбу ряда известных современных фотографов.
В 1990 году был создан Союз фотохудожников БССР (фотоклуб «Мінск» с 1960-х годов). Председателем правления избран Лобко В. Д. В правление Союза от фотоклуба «Мінск» вошли Васильев Ю. С., Жилинский М. В., Козюля Е. К.
Валерий являлся автором регулярной рубрики «Творческая фотография» в журнале «Мастацтва» («Искусство») в Минске. Редактор ряда книг по фотографии, каталога «Fotografie aus Minsk». Статьи и публикации о творческой фотографии и белорусской творческой фотографии в отечественной периодике («Мастацтва Беларусі», «Мастацтва») и фотопериодике за рубежом (Швеция, Дания). Статьи о фотографии (разделы «Проявка», «Печать», «Дополнительная обработка изображений» в «Энциклопедии Фотографии» (БелЭН).
В последние годы основными занятиями Валерия Лобко в области фотографии были исследования в области продуктивных образовательных методик, в том числе дистанционное обучение, и создание курсов студийной фотографии для Белорусской государственной академии искусств и Европейского гуманитарного университета в Вильнюсе. Валерий Лобко активно лоббировал в Беларуси новые фотографические взгляды и тенденции, сохраняя при этом верность классической традиции.
Будучи также большим специалистом в области истории компьютерной графики, дизайна, полиграфии и информационной архитектуры, и являясь пионером белорусского Интернета, Валерий Лобко редактировал сайты: «New Town — Новы Горад», «Ecohome — Экадом», «Nature — Прырода», «Poetry — Паэзія». Был автором и модератором легендарных веток форума
«Встреча с легендой» и «Бочки для проявки плёнки» на главном белорусском фотопортале «Zнята».
Автор известного в Белоруссии высказывания:

«чем больше Интернета, тем меньше социализма, и наоборот — чем больше социализма, тем меньше Интернета»

В 80-е годы среди любителей — цветоводов Минска стали очень популярны растения семейства кактусовых. Одним из главных увлечений В. Лобко стало коллекционирование кактусов. В 1984 году он опубликовал в Минске книгу «Ваши „зеленые ёжики“», которая и до сегодняшнего дня остается настольной книгой многочисленных любителей кактусов и ботаников.

## Выставки
Автор и участник многочисленных фотографических выставок:
- Участие во Всесоюзной выставке «Свема-74» (Дипломы: Е. Козюля, В. Лобко) — Шостка, 1974 год
- Выставка В. Лобко в Гродно, 1986 год
- Участие во второй Международной выставке фотоискусства (Рига) В. Лобко — диплом выставки, 1986 год
- Three from Minsk ((Трое из Минска) Valery LOBKO, Victor ZHURAVKOV & Vladimir PARFENOK). Gotlands Konstmuseum. Visby (Швеция), 1993 год
- Выставка фотографических портретов артистов белорусского балета
- Выставка «Новая волна в фотографии России и Белоруссии»
- Photo Manifesto: Contemporary Photography in the USSR. Museum for Contemporary Art, Балтимор, штат Мэриленд, США, 1991
- Выставка Fotografie aus Minsk в галерее «Ifa» в Берлине, в 1994 году
- Показ в Праге во время месячника фотографии (кураторы Даниэла Мразкова и Владимир Ремеш)
- «Вторая волна». Коллективная выставка — Валерий Лобко и его ученики. Минск, 2006 год.
- Выставка «Фотография из Минска: Валерий Лобко», Вильнюс, 2008 год
- Мемориальная выставка фотографий Валерия Лобко «Возвращение… Шаг второй.» (с 15.11 по 14.12.2008, Минск). На выставке будет представлено множество работ, которые в Беларуси выставляются впервые.

Стажировка в Музее фотографии в Оденсе (Дания).
Принимал участие в основных проектах, связанных с показом творческой фотографии СССР за рубежом в период начиная с начиная с 1973 года. Основные из этих проектов — «Инаковидящие», монография, изданная в Хельсинки и выставочный проект, показанный в течение полутора лет в скандинавских странах (конец 80-х и начало 90-х), а также PHOTO MANIFESTO — ещё одно исследование, альбом-монография и выставки в США в начале 90-х (Нью-Йорк и Балтимор).
Книги и фотоработы В.Лобко хранятся в различных частных коллекциях, а также в коллекции Музея современного искусства в Стокгольме, в Датской королевской библиотеке, в фонде крупнейшего фестиваля фотографии в США в Хьюстоне.
Коллекции, которые принесли известность Валерию Лобко и содействовали притоку талантливых студийцев в его авторскую школу в Минске, были потеряны после выставки в Швеции (Visbi, Gotland) во время пересылки — созданные в одном экземпляре с ручной доработкой и тонировкой фотографии практически не могли быть воссозданы.

## Место работы
- Творческие мастерские по фотографии «Минск». С 1981 по 1986 год активно работала учебная студия под руководством М. Жилинского и В. Лобко. Среди известных выпускников того периода: Ю. Элизарович, Е. Коктыш, В. Латушкин, В. Парфенок, Г. Москалёва, М. Гарус, И. Петрович, В. Шахлевич, С. Кожемякин, С. Кочергин),
- Европейский гуманитарный университет (Минск, Вильнюс)
- Белорусская Академия наук (занятия научными программами в секторе общего и славянского языкознания)
- Белорусская академия искусств
- Институт бизнеса и менеджмента технологий БГУ (ИБ и МТ БГУ)
- Институт современных знаний
- Школа журналистики Масс-медиа Центра

## Публикации
Выращивание кактусов:
- Ваши «зеленые ёжики». — Минск : Полымя, 1984, с.126. — тираж 50000 экз.[8]
- «Zeleni jezci», в соавторстве с S.Peleska, «Lidove Nakladatelstvi», Praha, 1989. — тираж 63000 экз., с.253
- Лобко В. Д. «Ваши зеленые ёжики» Комнатная культура кактусов: принципы содержания в комнаных условиях (статья)

Фотография:
- Статьи по фотографии в: «Фотография. Энциклопедический справочник», Минск, изд-во «Белорусская энциклопедия» им. Петруся Бровки, 1992 г. — 399 с.
- Valery Lobko, Fotografie aus Minsk, exhibition catalogue  (нем.), publ. by Institut fur Auslandsbeziehungen, Берлин, октябрь 1994 года.
- История белорусской фотографии[9]
- Photography from Minsk, by Valery Lobko (1991)[10]
- Фотография Беларуси XIX—XX века (Вступительная статья каталога выставки работ молодых белорусских фотографов «Fotografie aus Minsk» в галерее IFA, Берлин, 1994[11]
- «Портфолио Владимира Парфенка», (1993)[12]
- Интервью в шведском журнале Foto&Video #10, 1989 год[13].